# 詹妮薇芙·布卓
詹妮薇芙·布卓（法語：Geneviève Bujold，1942年7月1日—），是加拿大女演员。以1969年电影《安妮的一千日》中的安妮·博林一角成名，并因之获得金球獎剧情类电影最佳女主角，以及奥斯卡最佳女主角奖提名。其随后出演的电影作品包括1971年《特洛伊妇女》、1974年《大地震》、1976年《執著》、1978年《昏迷》、1979年《午夜追杀》、1984年《黑色手铐》、1988年《雙生兄弟》、1997年《Yes之屋》、2012年《愛，無盡》等。